# Маюр
Маюр (хорв. Majur) — населений пункт і громада в Сисацько-Мославинській жупанії Хорватії.

## Населення
Населення громади за даними перепису 2011 року становило 1185 осіб. Населення самого поселення становило 324 осіб.
Динаміка чисельності населення громади:
Динаміка чисельності населення центру громади:

## Населені пункти
Крім поселення Маюр, до громади також входять: 
- Горня-Меминська
- Горній Храстоваць
- Грабощани
- Костричі
- Мало Крчево
- Мрачай
- Средня Меминська
- Стубаль
- Свиниця
- Велико Крчево

## Клімат
Середня річна температура становить 11,01 °C, середня максимальна – 25,25 °C, а середня мінімальна – -5,76 °C. Середня річна кількість опадів – 996 мм.
| Клімат поселення                              | Клімат поселення | Клімат поселення | Клімат поселення | Клімат поселення | Клімат поселення | Клімат поселення | Клімат поселення | Клімат поселення | Клімат поселення | Клімат поселення | Клімат поселення | Клімат поселення | Клімат поселення |
| Показник                                      | Січ.             | Лют.             | Бер.             | Квіт.            | Трав.            | Черв.            | Лип.             | Серп.            | Вер.             | Жовт.            | Лист.            | Груд.            |                  |
| Середній максимум, °C                         | 7,04             | 8,86             | 13,26            | 17,56            | 22,07            | 25,25            | 24,22            | 23,62            | 20,02            | 15,20            | 9,64             | 5,55             |                  |
| Середня температура, °C                       | 0,63             | 2,47             | 6,87             | 11,18            | 15,68            | 18,86            | 20,59            | 19,99            | 16,38            | 11,58            | 6,01             | 1,93             |                  |
| Середній мінімум, °C                          | −5,76            | −3,92            | 0,48             | 4,78             | 9,28             | 12,46            | 16,95            | 16,36            | 12,75            | 7,94             | 2,38             | −1,71            |                  |
| Норма опадів, мм                              | 63               | 60               | 71               | 84               | 87               | 96               | 89               | 89               | 88               | 92               | 98               | 79               |                  |
| Середньомісячна швидкість вітру, м/с          | 1.62             | 1.81             | 2.20             | 2.10             | 1.95             | 1.78             | 1.72             | 1.60             | 1.58             | 1.64             | 1.66             | 1.69             |                  |
| Середньомісячна сонячна радіація, кДж/м²·день | 4387             | 7160             | 10835            | 15307            | 19544            | 21692            | 22814            | 19801            | 14739            | 9190             | 4919             | 3591             |                  |
| --------------------------------------------- | ---------------- | ---------------- | ---------------- | ---------------- | ---------------- | ---------------- | ---------------- | ---------------- | ---------------- | ---------------- | ---------------- | ---------------- | ---------------- |
| Джерело:                                      |                  |                  |                  |                  |                  |                  |                  |                  |                  |                  |                  |                  |                  |